# Энциклопедический математический словарь
«Энциклопеди́ческий математи́ческий слова́рь» (яп. 岩波数学辞典) ― японский специализированный математический словарь, выпущенный издательством «Иванами сётэн» в 1954 году под редакцией математика Иянага Сёкити. Издание содержит 593 статей.
В 1968 году вышло второе издание, в котором число статей уменьшилось до 436. Тем не менее, по мнению французского математика Жана Дьёдонне, это число было огромным. В своей рецензии Жан Дьёдонне отметил, что вообще, статьи о живой математике были отличные, но статьи по классической математике и по истории математики были не высокого уровня.
В 1985 году вышло третье издание словаря под редакцией математика Ито Киёси.
Современное четвёртое издание вышло в 2007 году. В отличие от второго и третьего изданий, которые уже перевели на английский язык под названием «Encyclopedic Dictionary of Mathematics» (1979 г. и 1987 г.), четвёртое издание доступно только на японском. Редактор четвёртого издания — Математическое общество Японии.
В своей статье «Математика в энциклопедиях прежних лет» Адольф Юшкевич сравнивает японский Энциклопедический математический словарь с пятитомной «Математической энциклопедией» Ивана Виноградова и двухтомным немецким «Математическим словарём» (Mathematisches Wörterbuch) Й. Нааза (J. Naas) и Г. Л. Шмида (H.L. Schmid).